# Кордильера-Уайуаш
Кордильера-Уайуаш (исп. Cordillera Huayhuash) — горный хребет в Андах, часть Западных Кордильер Перу.
Протяжённость хребта составляет около 150 км. Высшая точка — гора Ерупаха (6617 м). Хребет сложен преимущественно мезозойскими осадочными породами, на северо-западе и юге — эффузивами. Преобладают альпийские формы рельефа. На севере — значительное современное оледенение. Множество озёр. На восточных склонах берут начало реки Мараньон, Уальяга и Мантаро (бассейн Амазонки), на западных — реки бассейна Тихого океана.